# Lista stacji i przystanków kolejowych w Walii
Lista stacji i przystanków kolejowych w Walii. Tabela zawiera rok otwarcia stacji, nazwę w języku angielskim, walijskim oraz liczbę obsłużonych pasażerów.
| Stacja Angielski/Walijski                                                  | Rok otwarcia | Unitary authority  | Obsługiwana przez                                        | Liczba obsłużonych pasażerów 2006–07 | Liczba obsłużonych pasażerów 2005–06 |
| -------------------------------------------------------------------------- | ------------ | ------------------ | -------------------------------------------------------- | ------------------------------------ | ------------------------------------ |
| Aber                                                                       | 1908         | Caerphilly         | Arriva Trains Wales                                      | 169,500                              | 136,500                              |
| Abercynon                                                                  | 1840         | Rhondda Cynon Taff | Arriva Trains Wales                                      | 70,300                               | 82,200                               |
| Aberdare Aberdâr                                                           | 1988         | Rhondda Cynon Taff | Arriva Trains Wales                                      | 469,100                              | 465,700                              |
| Aberdovey Aberdyfi                                                         | 1867         | Gwynedd            | Arriva Trains Wales                                      | 23,400                               | 20,500                               |
| Abererch                                                                   | 1867         | Gwynedd            | Arriva Trains Wales                                      | 1,100                                | 1,000                                |
| Abergavenny Y Fenni                                                        | 1854         | Monmouthshire      | Arriva Trains Wales First Great Western                  | 291,900                              | 284,300                              |
| Abergele and Pensarn                                                       | 1848         | Conwy              | Arriva Trains Wales                                      | 62,800                               | 58,200                               |
| Aberystwyth                                                                | 1864         | Ceredigion         | Arriva Trains Wales                                      | 257,100                              | 254,500                              |
| Ammanford Rhydaman                                                         | 1841         | Carmarthenshire    | Arriva Trains Wales                                      | 12,200                               | 14,600                               |
| Baglan                                                                     | 1996         | Neath Port Talbot  | Arriva Trains Wales                                      | 8,000                                | 10,200                               |
| Bangor                                                                     | 1848         | Gwynedd            | Arriva Trains Wales Virgin Trains                        | 547,200                              | 537,500                              |
| Bargoed                                                                    |              | Caerphilly         | Arriva Trains Wales                                      | 142,900                              | 133,000                              |
| Barmouth Abermaw                                                           |              | Gwynedd            | Arriva Trains Wales                                      | 128,000                              | 159,800                              |
| Barry Y Barri                                                              |              | Vale of Glamorgan  | Arriva Trains Wales                                      | 475,700                              | 451,200                              |
| Barry Docks Dociau’r Barri                                                 |              | Vale of Glamorgan  | Arriva Trains Wales                                      | 97,900                               | 68,200                               |
| Barry Island Ynys y Barri                                                  |              | Vale of Glamorgan  | Arriva Trains Wales                                      | 557,100                              | 584,500                              |
| Betws-Y-Coed                                                               | 1868         | Conwy              | Arriva Trains Wales                                      | 26,000                               | 26,000                               |
| Birchgrove Llwynbedw                                                       | 1929         | Cardiff            | Arriva Trains Wales                                      | 12,500                               | 9,700                                |
| Blaenau Ffestiniog                                                         | 1883         | Gwynedd            | Arriva Trains Wales                                      | 19,300                               | 23,600                               |
| Bodorgan                                                                   |              | Anglesey           | Arriva Trains Wales                                      | 5,000                                | 3,600                                |
| Borth                                                                      |              | Ceredigion         | Arriva Trains Wales                                      | 47,300                               | 47,600                               |
| Bridgend Pen-y-bont                                                        |              | Bridgend           | Arriva Trains Wales First Great Western                  | 1,170,500                            | 1,056,600                            |
| Brithdir                                                                   |              | Caerphilly         | Arriva Trains Wales                                      | 11,000                               | 9,900                                |
| Briton Ferry Llansawel                                                     | 1994         | Neath Port Talbot  | Arriva Trains Wales                                      | 18,300                               | 18,000                               |
| Buckley                                                                    |              | Flintshire         | Arriva Trains Wales                                      | 36,300                               | 33,900                               |
| Builth Road Heol Builth                                                    |              | Powys              | Arriva Trains Wales                                      | 8,600                                | 7,600                                |
| Bynea Bynie                                                                |              | Carmarthenshire    | Arriva Trains Wales                                      | 900                                  | 800                                  |
| Cadoxton Tregatwg                                                          |              | Vale of Glamorgan  | Arriva Trains Wales                                      | 227,800                              | 208,700                              |
| Caergwrle                                                                  |              | Flintshire         | Arriva Trains Wales                                      | 20,100                               | 21,100                               |
| Caerphilly Caerffili                                                       |              | Caerphilly         | Arriva Trains Wales                                      | 608,900                              | 599,500                              |
| Caersws                                                                    |              | Powys              | Arriva Trains Wales                                      | 30,000                               | 28,300                               |
| Caldicot Cil-y-coed                                                        |              | Monmouthshire      | Arriva Trains Wales CrossCountry                         | 70,300                               | 60,300                               |
| Cardiff Bay Bae Caerdydd                                                   | 1841'        | Cardiff            | Arriva Trains Wales                                      | 404,000                              | 274,100                              |
| Cardiff Central Caerdydd Canolog                                           | 1850         | Cardiff            | Arriva Trains Wales CrossCountry First Great Western     | 9,126,900                            | 8,357,700                            |
| Cardiff Queen Street Caerdydd Heol y Frenhines                             | 1840         | Cardiff            | Arriva Trains Wales                                      | 2,231,800                            | 2,126,500                            |
| Carmarthen Caerfyrddin                                                     |              | Carmarthenshire    | Arriva Trains Wales First Great Western                  | 323,200                              | 294,200                              |
| Cathays                                                                    | 1983         | Cardiff            | Arriva Trains Wales                                      | 387,700                              | 379,200                              |
| Cefn-Y-Bedd                                                                |              | Flintshire         | Arriva Trains Wales                                      | 6,600                                | 7,600                                |
| Chepstow Cas-gwent                                                         |              | Monmouthshire      | Arriva Trains Wales CrossCountry                         | 129,100                              | 120,500                              |
| Chirk Y Waun                                                               | 1849         | Wrexham            | Arriva Trains Wales                                      | 42,800                               | 36,300                               |
| Cilmeri                                                                    |              | Powys              | Arriva Trains Wales                                      | 800                                  | 1,000                                |
| Clarbeston Road                                                            |              | Pembrokeshire      | Arriva Trains Wales                                      | 3,800                                | 3,200                                |
| Clunderwen                                                                 |              | Pembrokeshire      | Arriva Trains Wales                                      | 14,300                               | 12,400                               |
| Cogan                                                                      |              | Vale of Glamorgan  | Arriva Trains Wales                                      | 148,000                              | 128,500                              |
| Colwyn Bay Bae Colwyn                                                      | 1849         | Conwy              | Arriva Trains Wales Virgin Trains                        | 260,900                              | 240,600                              |
| Conwy                                                                      | 1848         | Conwy              | Arriva Trains Wales                                      | 23,400                               | 19,100                               |
| Coryton                                                                    | 1911         | Cardiff            | Arriva Trains Wales                                      | 254,000                              | 254,000                              |
| Criccieth Cricieth                                                         |              | Gwynedd            | Arriva Trains Wales                                      | 16,500                               | 12,500                               |
| Cwmbach                                                                    |              | Rhondda Cynon Taff | Arriva Trains Wales                                      | 20,600                               | 14,200                               |
| Cwmbran Cwmbrân                                                            | 1986         | Torfaen            | Arriva Trains Wales                                      | 210,200                              | 177,400                              |
| Cynghordy                                                                  |              | Carmarthenshire    | Arriva Trains Wales                                      | 1,300                                | 1,700                                |
| Danescourt                                                                 | 1987         | Cardiff            | Arriva Trains Wales                                      | 49,000                               | 37,100                               |
| Deganwy                                                                    | 1868         | Conwy              | Arriva Trains Wales                                      | 5,600                                | 3,700                                |
| Dinas Powys                                                                |              | Vale of Glamorgan  | Arriva Trains Wales                                      | 65,600                               | 59,100                               |
| Dinas Rhondda                                                              |              | Rhondda Cynon Taff | Arriva Trains Wales                                      | 52,000                               | 41,900                               |
| Dingle Road Heol Dingle                                                    | 1904         | Vale of Glamorgan  | Arriva Trains Wales                                      | 25,600                               | 17,700                               |
| Dolau                                                                      | 1865         | Powys              | Arriva Trains Wales                                      | 1,300                                | 1,300                                |
| Dolgarrog                                                                  | 1916         | Conwy              | Arriva Trains Wales                                      | 1,100                                | 1,400                                |
| Dolwyddelan                                                                |              | Conwy              | Arriva Trains Wales                                      | 5,200                                | 5,700                                |
| Dovey Junction Cyffordd Dyfi                                               |              | Powys              | Arriva Trains Wales                                      | 1,400                                | 1,000                                |
| Dyffryn Ardudwy                                                            |              | Gwynedd            | Arriva Trains Wales                                      | 16,300                               | 12,200                               |
| Eastbrook                                                                  | 1986         | Vale of Glamorgan  | Arriva Trains Wales                                      | 151,200                              | 154,700                              |
| Ebbw Vale Parkway Parcffordd Glyn Ebwy                                     | 2008         | Blaenau Gwent      | Arriva Trains Wales                                      | n/a                                  | n/a                                  |
| Fairbourne                                                                 |              | Gwynedd            | Arriva Trains Wales                                      | 35,600                               | 32,700                               |
| Fairwater Tyllgoed                                                         | 1987         | Cardiff            | Arriva Trains Wales                                      | 23,700                               | 17,200                               |
| Fernhill                                                                   | 1988         | Rhondda Cynon Taff | Arriva Trains Wales                                      | 26,800                               | 20,700                               |
| Ferryside Glanyfferi                                                       |              | Carmarthenshire    | Arriva Trains Wales                                      | 19,500                               | 18,800                               |
| Ffairfach                                                                  |              | Carmarthenshire    | Arriva Trains Wales                                      | 1,600                                | 1,700                                |
| Fishguard Harbour Porthladd Abergwaun                                      |              | Pembrokeshire      | Arriva Trains Wales                                      | 29,000                               | 23,900                               |
| Flint Y Fflint                                                             | 1848         | Flintshire         | Arriva Trains Wales Virgin Trains                        | 195,400                              | 170,100                              |
| Garth (Bridgend)                                                           |              | Bridgend           | Arriva Trains Wales                                      | 14,200                               | 14,700                               |
| Garth (Powys)                                                              |              | Powys              | Arriva Trains Wales                                      | 1,000                                | 1,100                                |
| Gilfach Fargoed                                                            |              | Caerphilly         | Arriva Trains Wales                                      | 2,300                                | 6,335                                |
| Glan Conwy                                                                 |              | Conwy              | Arriva Trains Wales                                      | 2,700                                | 2,200                                |
| Gowerton Tre-gŵyr                                                          |              | Swansea            | Arriva Trains Wales                                      | 13,800                               | 8,900                                |
| Grangetown                                                                 | 1882         | Cardiff            | Arriva Trains Wales                                      | 115,100                              | 326,400                              |
| Gwersyllt                                                                  |              | Wrexham            | Arriva Trains Wales                                      | 22,400                               | 26,200                               |
| Harlech                                                                    |              | Gwynedd            | Arriva Trains Wales                                      | 99,700                               | 112,600                              |
| Haverfordwest Hwlffordd                                                    |              | Pembrokeshire      | Arriva Trains Wales                                      | 117,000                              | 110,000                              |
| Hawarden                                                                   |              | Flintshire         | Arriva Trains Wales                                      | 31,000                               | 30,000                               |
| Hawarden Bridge                                                            |              | Flintshire         | Arriva Trains Wales                                      | 3,700                                | 3,900                                |
| Heath High Level Lefel Uchaf y Mynydd Bychan                               | 1915         | Cardiff            | Arriva Trains Wales                                      | 275,600                              | 237,200                              |
| Heath Low Level Lefel Isel y Mynydd Bychan                                 | 1911         | Cardiff            | Arriva Trains Wales                                      | 39,200                               | 41,400                               |
| Hengoed                                                                    |              | Caerphilly         | Arriva Trains Wales                                      | 96,700                               | 78,500                               |
| Holyhead Caergybi                                                          | 1848         | Anglesey           | Arriva Trains Wales Virgin Trains                        | 212,300                              | 202,000                              |
| Hope Yr Hob                                                                |              | Flintshire         | Arriva Trains Wales                                      | 20,100                               | 21,600                               |
| Johnston                                                                   |              | Pembrokeshire      | Arriva Trains Wales                                      | 4,600                                | 5,200                                |
| Kidwelly Cydweli                                                           |              | Carmarthenshire    | Arriva Trains Wales                                      | 15,100                               | 15,900                               |
| Kilgetty Cilgeti                                                           |              | Pembrokeshire      | Arriva Trains Wales                                      | 9,600                                | 8,200                                |
| Knucklas Cnwclas                                                           |              | Powys              | Arriva Trains Wales                                      | 3,300                                | 3,600                                |
| Lamphey Llandyfai                                                          |              | Pembrokeshire      | Arriva Trains Wales                                      | 2,900                                | 2,600                                |
| Lisvane and Thornhill Llysfaen a Draenen Pen-y-Graig                       |              | Cardiff            | Arriva Trains Wales                                      | 129,800                              | 117,000                              |
| Llanaber                                                                   |              | Gwynedd            | Arriva Trains Wales                                      | 14,900                               | 12,600                               |
| Llanbedr                                                                   |              | Gwynedd            | Arriva Trains Wales                                      | 14,600                               | 10,200                               |
| Llanbister Road                                                            |              | Powys              | Arriva Trains Wales                                      | 770                                  | 1,300                                |
| Llanbradach                                                                |              | Caerphilly         | Arriva Trains Wales                                      | 57,800                               | 50,100                               |
| Llandaf                                                                    | 1840         | Cardiff            | Arriva Trains Wales                                      | 291,300                              | 258,000                              |
| Llandanwg                                                                  |              | Gwynedd            | Arriva Trains Wales                                      | 3,000                                | 2,700                                |
| Llandecwyn                                                                 |              | Carmarthenshire    | Arriva Trains Wales                                      | 2,200                                | 1,500                                |
| Llandeilo                                                                  | 1857         | Carmarthenshire    | Arriva Trains Wales                                      | 11,500                               | 12,300                               |
| Llandovery                                                                 | 1858         | Carmarthenshire    | Arriva Trains Wales                                      | 16,700                               | 19,400                               |
| Llandrindod                                                                |              | Powys              | Arriva Trains Wales                                      | 38,400                               | 40,100                               |
| Llandudno                                                                  | 1858         | Conwy              | Arriva Trains Wales Virgin Trains                        | 239,400                              | 237,000                              |
| Llandudno Junction Cyffordd Llandudno                                      | 1858         | Conwy              | Arriva Trains Wales Virgin Trains                        | 249,900                              | 243,000                              |
| Llandybie                                                                  |              | Carmarthenshire    | Arriva Trains Wales                                      | 5,000                                | 5,500                                |
| Llanelli                                                                   | 1842         | Carmarthenshire    | Arriva Trains Wales First Great Western                  | 316,600                              | 296,900                              |
| Llanfairfechan                                                             |              | Conwy              | Arriva Trains Wales                                      | 9,200                                | 8,300                                |
| Llanfairpwll                                                               |              | Anglesey           | Arriva Trains Wales                                      | 9,100                                | 6,800                                |
| Llangadog                                                                  |              | Carmarthenshire    | Arriva Trains Wales                                      | 4,000                                | 5,900                                |
| Llangammarch Llangamarch                                                   |              | Powys              | Arriva Trains Wales                                      | 3,300                                | 3,100                                |
| Llangennech                                                                |              | Carmarthenshire    | Arriva Trains Wales                                      | 900                                  | 1,000                                |
| Llangynllo                                                                 |              | Powys              | Arriva Trains Wales                                      | 900                                  | 700                                  |
| Llanharan                                                                  | 2007         | Rhondda Cynon Taff | Arriva Trains Wales                                      | --                                   | --                                   |
| Llanishen                                                                  |              | Cardiff            | Arriva Trains Wales                                      | 173,300                              | 153,200                              |
| Llanrwst                                                                   | 1989         | Conwy              | Arriva Trains Wales                                      | 11,900                               | 14,100                               |
| Llansamlet                                                                 |              | Swansea            | Arriva Trains Wales                                      | 18,530                               | 20,000                               |
| Llantwit Major Llanilltud Fawr                                             | 2005         | Vale of Glamorgan  | Arriva Trains Wales                                      | 254,621                              | 208,900                              |
| Llanwrda                                                                   |              | Carmarthenshire    | Arriva Trains Wales                                      | 2,000                                | 2,000                                |
| Llanwrtyd                                                                  |              | Powys              | Arriva Trains Wales                                      | 7,700                                | 7,800                                |
| Llwyngwril                                                                 |              | Gwynedd            | Arriva Trains Wales                                      | 29,800                               | 35,200                               |
| Llwynypia                                                                  | 1863         | Rhondda Cynon Taff | Arriva Trains Wales                                      | 64,900                               | 51,700                               |
| Machynlleth                                                                |              | Powys              | Arriva Trains Wales                                      | 99,200                               | 92,000                               |
| Maesteg                                                                    |              | Bridgend           | Arriva Trains Wales                                      | 159,800                              | 139,400                              |
| Maesteg (Ewenny Road) Maesteg Heol Ewenni                                  |              | Bridgend           | Arriva Trains Wales                                      | 3,500                                | 3,200                                |
| Manorbier Maenorbŷr                                                        |              | Pembrokeshire      | Arriva Trains Wales                                      | 4,400                                | 4,000                                |
| Merthyr Tydfil                                                             | 1853         | Merthyr Tydfil     | Arriva Trains Wales                                      | 295,900                              | 293,700                              |
| Merthyr Vale Ynysowen                                                      | 1883         | Merthyr Tydfil     | Arriva Trains Wales                                      | 33,400                               | 27,700                               |
| Milford Haven Aberdaugleddau                                               |              | Pembrokeshire      | Arriva Trains Wales                                      | 45,900                               | 40,900                               |
| Minffordd                                                                  | 1872         | Gwynedd            | Arriva Trains Wales                                      | 12,200                               | 9,500                                |
| Morfa Mawddach                                                             |              | Gwynedd            | Arriva Trains Wales                                      | 7,800                                | 7,100                                |
| Mountain Ash Aberpennar                                                    | 1846         | Rhondda Cynon Taff | Arriva Trains Wales                                      | 120,100                              | 106,900                              |
| Narberth Arberth                                                           |              | Pembrokeshire      | Arriva Trains Wales                                      | 13,600                               | 11,100                               |
| Neath Castell-Nedd                                                         |              | Neath Port Talbot  | Arriva Trains Wales First Great Western                  | 565,500                              | 469,900                              |
| Newbridge Trecelyn                                                         | 2008         | Caerphilly         | Arriva Trains Wales                                      | n/a                                  | n/a                                  |
| Newport High Street Casnewydd                                              | 1850         | Newport            | Arriva Trains Wales CrossCountry First Great Western     | 2,011,600                            | 1,906,000                            |
| Newtown (Powys) Y Drenewydd                                                |              | Powys              | Arriva Trains Wales                                      | 96,500                               | 90,800                               |
| Ninian Park Parc Ninian                                                    | 1987         | Cardiff            | Arriva Trains Wales                                      | 27,800                               | 18,300                               |
| North Llanrwst Gogledd Llanrwst                                            | 1863         | Conwy              | Arriva Trains Wales                                      | 500                                  | 1,100                                |
| Pantyffynnon                                                               | 1835         | Carmarthenshire    | Arriva Trains Wales                                      | 2,300                                | 3,700                                |
| Pembrey and Burry Port Penbre a Phorth Tywyn                               |              | Carmarthenshire    | Arriva Trains Wales First Great Western                  | 88,700                               | 82,500                               |
| Pembroke Penfro                                                            |              | Pembrokeshire      | Arriva Trains Wales                                      | 24,400                               | 22,500                               |
| Pembroke Dock Doc Penfro                                                   |              | Pembrokeshire      | Arriva Trains Wales                                      | 35,800                               | 30,400                               |
| Penally Penalun                                                            | 1972         | Pembrokeshire      | Arriva Trains Wales                                      | 5,000                                | 5,300                                |
| Penarth                                                                    | 1878         | Vale of Glamorgan  | Arriva Trains Wales                                      | 514,900                              | 450,000                              |
| Pencoed                                                                    |              | Bridgend           | Arriva Trains Wales                                      | 177,300                              | 160,700                              |
| Pengam                                                                     |              | Caerphilly         | Arriva Trains Wales                                      | 426,300                              | 397,600                              |
| Penhelig                                                                   |              | Gwynedd            | Arriva Trains Wales                                      | 6,500                                | 5,800                                |
| Penmaenmawr                                                                |              | Conwy              | Arriva Trains Wales                                      | 9,400                                | 7,700                                |
| Penrhiwceiber                                                              | 1883         | Rhondda Cynon Taff | Arriva Trains Wales                                      | 68,600                               | 58,800                               |
| Penrhyndeudraeth                                                           |              | Gwynedd            | Arriva Trains Wales                                      | 53,200                               | 55,500                               |
| Pensarn (Gwynedd)                                                          |              | Gwynedd            | Arriva Trains Wales                                      | 2,500                                | 2,200                                |
| Pentre-Bach                                                                | 1886         | Merthyr Tydfil     | Arriva Trains Wales                                      | 11,400                               | 9,200                                |
| Pen-y-Bont                                                                 |              | Powys              | Arriva Trains Wales                                      | 800                                  | 800                                  |
| Penychain                                                                  |              | Gwynedd            | Arriva Trains Wales                                      | 2,700                                | 2,500                                |
| Penyffordd                                                                 |              | Flintshire         | Arriva Trains Wales                                      | 16,900                               | 18,800                               |
| Pontarddulais                                                              |              | Swansea            | Arriva Trains Wales                                      | 3,300                                | 2,600                                |
| Pontlottyn Pontlotyn                                                       |              | Caerphilly         | Arriva Trains Wales                                      | 16,500                               | 14,000                               |
| Pontyclun                                                                  |              | Rhondda Cynon Taff | Arriva Trains Wales                                      | 189,700                              | 175,900                              |
| Pont-y-Pant                                                                |              | Conwy              | Arriva Trains Wales                                      | 1,200                                | 900                                  |
| Pontypool and New Inn Pont-y-pŵl a New Inn                                 | 1852         | Torfaen            | Arriva Trains Wales                                      | 33,400                               | 36,900                               |
| Pontypridd                                                                 | 1840         | Rhondda Cynon Taff | Arriva Trains Wales                                      | 778,300                              | 704,300                              |
| Port Talbot Parkway                                                        |              | Neath Port Talbot  | Arriva Trains Wales First Great Western                  | 351,600                              | 300,800                              |
| Porth                                                                      | 1876         | Rhondda Cynon Taff | Arriva Trains Wales                                      | 271,100                              | 293,200                              |
| Porthmadog Portmadog                                                       |              | Gwynedd            | Arriva Trains Wales                                      | 53,800                               | 39,600                               |
| Prestatyn                                                                  | 1848         | Denbighshire       | Arriva Trains Wales Virgin Trains                        | 276,600                              | 249,700                              |
| Pwllheli                                                                   | 1869         | Gwynedd            | Arriva Trains Wales                                      | 32,500                               | 60,400                               |
| Pyle Y Pîl                                                                 | 1850         | Bridgend           | Arriva Trains Wales                                      | 43,500                               | 48,400                               |
| Quakers Yard Mynwent-y-Crynwyr                                             | 1841         | Merthyr Tydfil     | Arriva Trains Wales                                      | 40,100                               | 36,500                               |
| Radyr                                                                      | 1863         | Cardiff            | Arriva Trains Wales                                      | 355,700                              | 314,600                              |
| Rhiwbina                                                                   | 1911         | Cardiff            | Arriva Trains Wales                                      | 26,700                               | 20,900                               |
| Rhoose Cardiff International Airport Maes Awyr Rhyngwladol Caerdydd Y Rhws | 2005         | Vale of Glamorgan  | Arriva Trains Wales                                      | 146,700                              | 101,100                              |
| Rhosneigr                                                                  |              | Anglesey           | Arriva Trains Wales                                      | 12,200                               | 13,000                               |
| Rhyl Y Rhyl                                                                | 1848         | Denbighshire       | Arriva Trains Wales Virgin Trains                        | 528,700                              | 473,400                              |
| Rhymney Rhymni                                                             |              | Caerphilly         | Arriva Trains Wales                                      | 177,000                              | 209,300                              |
| Risca and Pontymister Rhisga a Phont-y-meistr                              | 2008         | Caerphilly         | Arriva Trains Wales                                      | n/a                                  | n/a                                  |
| Rogerstone Y Ty Du                                                         | 2008         | Newport            | Arriva Trains Wales                                      | n/a                                  | n/a                                  |
| Roman Bridge Pont Rufeinig                                                 |              | Conwy              | Arriva Trains Wales                                      | 300                                  | 300                                  |
| Ruabon Rhiwabon                                                            | 1846         | Wrexham            | Arriva Trains Wales                                      | 46,600                               | 39,900                               |
| Sarn                                                                       |              | Bridgend           | Arriva Trains Wales                                      | 32,400                               | 27,500                               |
| Saundersfoot                                                               |              | Pembrokeshire      | Arriva Trains Wales                                      | 5,100                                | 4,000                                |
| Severn Tunnel Junction Cyffordd Twnnel Hafren                              |              | Monmouthshire      | Arriva Trains Wales CrossCountry First Great Western     | 134,600                              | 119,700                              |
| Shotton                                                                    |              | Flintshire         | Arriva Trains Wales                                      | 168,300                              | 164,000                              |
| Skewen Sgiwen                                                              | 1882         | Neath Port Talbot  | Arriva Trains Wales                                      | 15,600                               | 17,000                               |
| Swansea Abertawe                                                           | 1850         | Swansea            | Arriva Trains Wales First Great Western                  | 1,572,300                            | 1,422,300                            |
| Taffs Well Ffynnon Taf                                                     | 1863         | Rhondda Cynon Taff | Arriva Trains Wales                                      | 266,300                              | 242,800                              |
| Talsarnau                                                                  |              | Gwynedd            | Arriva Trains Wales                                      | 7,300                                | 4,500                                |
| Talybont                                                                   |              | Gwynedd            | Arriva Trains Wales                                      | 17,500                               | 15,700                               |
| Tal-y-Cafn                                                                 |              | Conwy              | Arriva Trains Wales                                      | 1,2000                               | 1,300                                |
| Tenby Dinbych-y-Pysgod                                                     |              | Pembrokeshire      | Arriva Trains Wales                                      | 84,600                               | 75,600                               |
| Tir-Phil                                                                   |              | Caerphilly         | Arriva Trains Wales                                      | 25,500                               | 26,500                               |
| Ton Pentre Ton pentre                                                      |              | Rhondda Cynon Taff | Arriva Trains Wales                                      | 46,800                               | 38,000                               |
| Tondu                                                                      |              | Bridgend           | Arriva Trains Wales                                      | 30,900                               | 28,900                               |
| Tonfanau                                                                   |              | Gwynedd            | Arriva Trains Wales                                      | 1,100                                | 900                                  |
| Tonypandy                                                                  | 1908         | Rhondda Cynon Taff | Arriva Trains Wales                                      | 84,900                               | 71,600                               |
| Treforest Trefforest                                                       | 1845         | Rhondda Cynon Taff | Arriva Trains Wales                                      | 633,800                              | 596,900                              |
| Treforest Estate Ystad Trefforest                                          | 1942         | Rhondda Cynon Taff | Arriva Trains Wales                                      | 124,800                              | 112,300                              |
| Trehafod                                                                   | 1841         | Rhondda Cynon Taff | Arriva Trains Wales                                      | 28,800                               | 25,500                               |
| Treherbert                                                                 | 1901         | Rhondda Cynon Taff | Arriva Trains Wales                                      | 490,900                              | 463,300                              |
| Treorchy Treorci                                                           | 1884         | Rhondda Cynon Taff | Arriva Trains Wales                                      | 90,100                               | 65,800                               |
| Troed-y-rhiw                                                               | 1841         | Merthyr Tydfil     | Arriva Trains Wales                                      | 25,000                               | 24,900                               |
| Ty Croes                                                                   |              | Anglesey           | Arriva Trains Wales                                      | 3,800                                | 4,100                                |
| Ty Glas Tŷ Glas                                                            | 1987         | Cardiff            | Arriva Trains Wales                                      | 52,600                               | 44,900                               |
| Tygwyn                                                                     |              | Gwynedd            | Arriva Trains Wales                                      | 1,000                                | 800                                  |
| Tywyn                                                                      |              | Gwynedd            | Arriva Trains Wales                                      | 99,700                               | 102,900                              |
| Valley Y Fali                                                              |              | Anglesey           | Arriva Trains Wales                                      | 17,600                               | 16,300                               |
| Waun-Gron Park Parc Waun-Gron                                              | 1987         | Cardiff            | Arriva Trains Wales                                      | 21,700                               | 18,800                               |
| Welshpool Y Trallwng                                                       |              | Powys              | Arriva Trains Wales                                      | 78,200                               | 72,700                               |
| Whitchurch (Cardiff) Eglwys Newydd                                         | 1911         | Cardiff            | Arriva Trains Wales                                      | 5,900                                | 4,500                                |
| Whitland Hendy-gwyn ar Daf                                                 |              | Carmarthenshire    | Arriva Trains Wales                                      | 43,400                               | 39,000                               |
| Wildmill Melin Wyllt                                                       |              | Bridgend           | Arriva Trains Wales                                      | 11,400                               | 9,700                                |
| Wrexham Central Wrecsam Canolog                                            | 1887         | Wrexham            | Arriva Trains Wales                                      | 20,500                               | 16,200                               |
| Wrexham General Wrecsam Cyffredinol                                        | 1846         | Wrexham            | Arriva Trains Wales Wrexham and Shropshire Virgin Trains | 436,500                              | 401,200                              |
| Ynyswen                                                                    | 1986         | Rhondda Cynon Taff | Arriva Trains Wales                                      | 9,100                                | 6,500                                |
| Ystrad Mynach                                                              |              | Caerphilly         | Arriva Trains Wales                                      | 222,600                              | 214,200                              |
| Ystrad Rhondda                                                             | 1986         | Rhondda Cynon Taff | Arriva Trains Wales                                      | 49,400                               | 42,400                               |